# Святое место (фильм, 2007)
«Святое место» (англ. Hallowed Ground) — американский фильм ужасов 2007 года режиссёра Дэвида Бенулло. Фильм вышел сразу на видео. Фильм имеет схожие мотивы с фильмами «Ночь пугала» и «Дети кукурузы».

## Сюжет
В результате нелепой случайности гибнет двухлетний ребёнок девушки Лиз Чемберс. Отчаянная Лиз садится в автомобиль и мчится в неизвестном направлении, желая убежать от реальности. Через определённый промежуток времени автомобиль Лиз начинает барахлить и ей приходится остановиться в небольшом провинциальном городке Хоуп. Как ни странно жители городка с радушием встречают девушку. В местной забегаловке Лиз знакомится с местной журналисткой, которая поведала Лиз о своём расследовании в отношении прошлого городка.
Оказывается в прошлом в городе творились весьма кровавые события, которые начались из-за длительного неурожая и засухи. Местный священник Йонас Хетевэй организовал культ и стал приносить грешников в жертву Богу, распиная последних на кресте посреди кукурузного поля. Впоследствии священник проповедовал близкое наступление конца света и заставил местных жителей вырыть посреди кукурузного поля убежище, в котором они могли бы укрыться от грядущего Апокалипсиса. Слухи о деятельности священника дошли до жителей близлежащих городов и последние вскоре сами распяли священника на поле посреди кукурузы.
После изложения событий прошлого Лиз и журналистка отправляются на то самое кукурузное поле с намерением сделать фотографии для газеты. Для этого они водружают на распятие пугало, что послужило толчком для оживления священника в указанном образе. Журналистка впоследствии становится первой жертвой безумного Йонаса, а местные жители опять с тех самых давних времён попали под его влияние. Начинается охота за Лиз, которая по некому преданию, что подтверждается соответствующей татуировкой на плече Лиз, должна стать носителем плода ребёнка, зачатого Йонасом.

## В ролях
| Актёр             | Роль                   |
| ----------------- | ---------------------- |
| Джейми Александер | Элизабет «Лиз» Чемберс |
| Брайан Макнамара  | шериф О'Коннор         |
| Этан Филипс       | проповедник            |
| Хлоя Морец        | Сабрина                |
| Хадсон Лейк       | Сара Остин             |